# Bugatti 18/3 Chiron
La Bugatti 18/3 Chiron è una concept car del 1999 della Bugatti progettata da Fabrizio Giugiaro per Italdesign.

## Profilo e tecnica

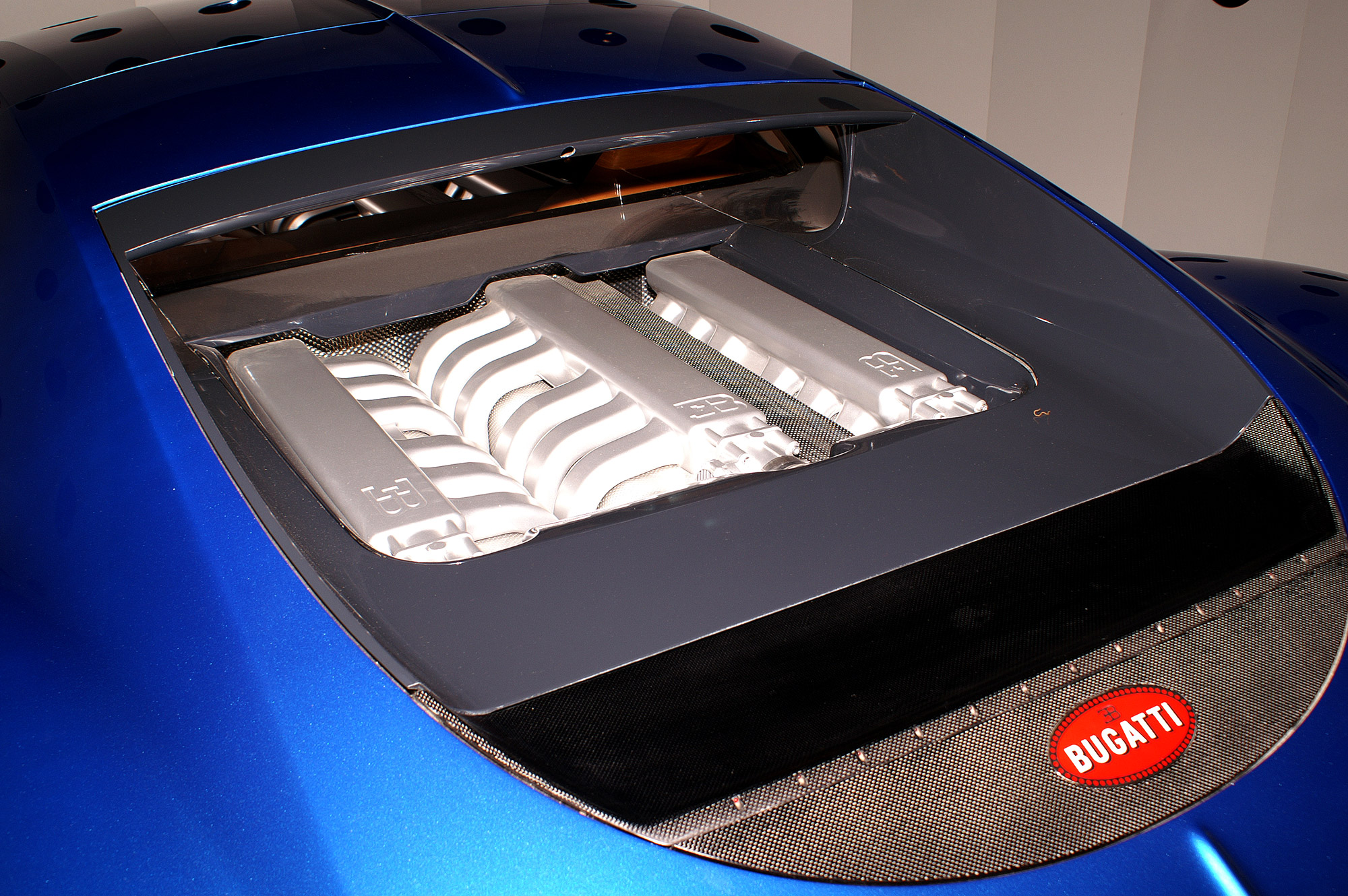
Il motore W18

Il prototipo, mosso da un motore con architettura W18 e 6.3 litri di cilindrata, è una coupé a due posti a motore centrale.
La Bugatti 18/3 Chiron, presentata al salone dell'automobile di Francoforte nel settembre del 1999, prende il nome dal pilota monegasco Louis Chiron ed è ultima di un trio di concept car progettate dalla Italdesign dopo la EB 118 coupé del 1998 e la EB 218 saloon del 1999.
Il nome Chiron è stato utilizzato in seguito per la Bugatti Chiron del 2016.